# 尼科莱塔·达妮埃拉·绍夫罗涅
尼科莱塔·达妮埃拉·绍夫罗涅（羅馬尼亞語：Nicoleta Daniela Șofronie，1988年2月12日—），姓氏或作索夫罗涅（Sofronie），罗马尼亚女子竞技体操运动员。她曾代表罗马尼亚获得2004年夏季奥运会体操比赛女子团体全能金牌和自由体操银牌。